# Marro (juego)
El marro es un juego infantil, popular en varias regiones de España, en el que dos equipos, con número variable de participantes, se enfrentan en un terreno de juego en el que 2 extremos se definen como casa de cada equipo. El terreno de juego puede ser simplemente la plaza de un pueblo. Cada equipo intenta capturar a jugadores del equipo contrario, teniendo en cuenta que el último jugador que ha tocado su casa tiene la posibilidad de capturar a los contrarios que no la hayan tocado más tarde.